# Titularbistum Anbar dei Caldei
Anbar dei Caldei ist ein Titularerzbistum, das vom Papst an Titularerzbischöfe aus der mit Rom unierten Chaldäisch-Katholischen Kirche vergeben wird. 
Der gleichnamige antike Bischofssitz lag in Mesopotamien.
| Titularerzbischöfe von Anbar dei Caldei |                      |                                                                |                 |                   |
| Nr.                                     | Name                 | Amt                                                            | von             | bis               |
| 1                                       | Stéphane Katchou     | Koadjutorerzbischof der Erzeparchie Bassora (Irak)             | 3. Oktober 1980 | 10. November 1981 |
| 2                                       | Ibrahim Namo Ibrahim | Apostolischer Exarch der Vereinigten Staaten von Amerika (USA) | 11. Januar 1982 | 3. August 1985    |
| 3                                       | Shlemon Warduni      | Weihbischof im Patriarchat von Bagdad (Babylon) (Irak)         | 12. Januar 2001 |                   |